# Északír labdarúgó-válogatott
Az északír labdarúgó-válogatott Észak-Írország nemzeti csapata, amelyet az északír labdarúgó-szövetség (angolul: Irish Football Association (IFA)) irányít. 1882 és 1921 között minden ír játékos egyetlen válogatottban szerepelt, amit az IFA szervezett. Később megalakult a FAI, ami az Ír köztársaság labdarúgó-szövetsége lett.
Észak-Írország ugyan tagja az Egyesült Királyságnak, de önálló válogatottja és bajnoksága van. Ezért a különböző labdarúgó versenysorozatokban önállóan indul, kivéve az olimpiai játékokat, ahol a Nemzetközi Olimpiai Bizottság tagjai között csak Nagy-Britannia szerepel.
Világbajnokságon eddig három alkalommal (1958, 1982, 1986) szerepeltek. Történetük első Európa-bajnoki részvétele 2016-ban volt.

## A válogatott története

### 1882–1950
1882 és 1922 között az ír sziget egyetlen válogatottal rendelkezett, melyet a Belfast központú Ír labdarúgó-szövetség (Irish Football Association, IFA) irányított. 1920-ban Írország kettészakadt Észak-Írországra és Dél-Írországra. 1922-ben délen megalakult az Ír Szabad állam (Irish Free State), ami 1937-ig volt az ír köztársaság hivatalos elnevezése. A politikai intézkedések természetesen az ország labdarúgására is hatással voltak. 1921-ben Dublin központtal megalakult az Ír Szabad állam labdarúgó-szövetsége (Football Association of the Irish Free State, FAIFS), amely külön bajnokságot és válogatottat szervezett. 1928 és 1946 között az IFA nem állt kapcsolatban a FIFA-val és a két válogatott egyszerre ugyanabban a sorozatban nem vett részt.
Az IFA továbbra is az ír sziget teljes területéről szervezte a válogatottját. Így fordulhatott elő, hogy amikor az 1950-es világbajnokság selejtezőiben mindkét csapat elindult négy játékos mind a két válogatottban pályára lépett. Mind a négyen az Ír Szabad Állam területén születtek. Először az Ír válogatottban játszottak, de ugyanabban a selejtezősorozatban az IFA válogatottját is segítették. Ez persze az íreknek nem tetszett és a FIFA-hoz fordultak. A FIFA válasza szerint minden játékosnak abban a válogatottban kell szerepelnie, ahol született. 1953-ban eldőlt, hogy egyik ország sem indul Írország néven a különböző versenysorozatokban. A FAI csapata az Ír Köztársaságé, az IFA csapata pedig Észak-Írországé lett.

### Világbajnoki szereplések

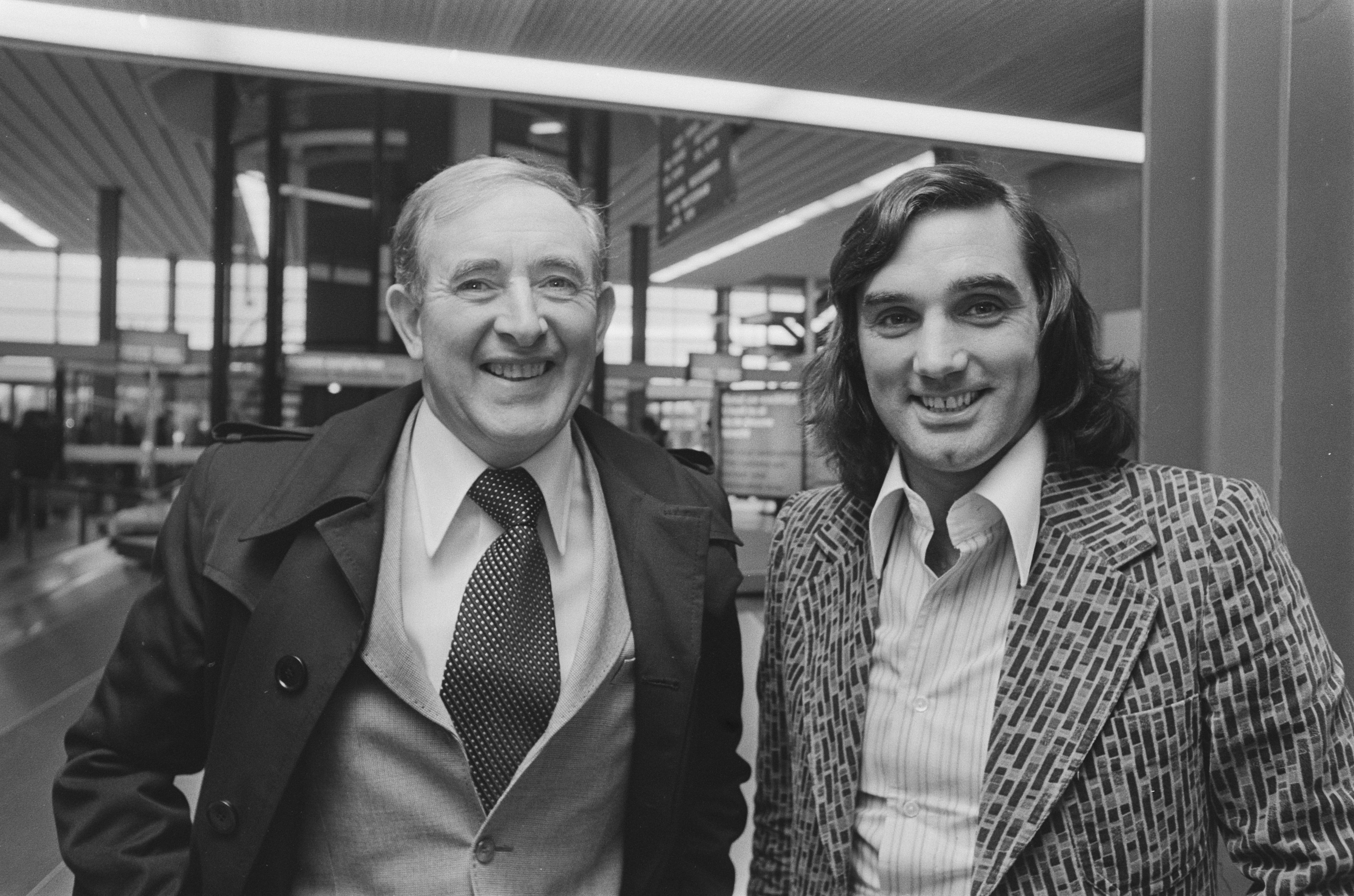
Danny Blanchflower (balra) és George Best (jobbra) 1976-ban.

Észak-Írországnak van a negyedik legrégebbi labdarúgó-szövetsége és a harmadik legöregebb bajnoksága a világon. 1951-ben történt meg először, hogy nem brit csapat volt a válogatott ellenfele, hanem a francia válogatott. Az 1954-es világbajnokság selejtezőiben indultak először és a csoportjuk a harmadik helyen végeztek. Az 1958-as világbajnokságra sikerült kijutniuk. A vb-t Csehszlovákia 1–0-s legyőzésével kezdték, amit az Argentína elleni 3–1-es vereség követett. Utolsó csoportmérkőzésükön az NSZK-val játszottak 2–2-es döntetlent. Azonos pontszámmal végeztek a csehszlovákokkal, így kettejük párharcát újrajátszották, melyet 2–1-re az Északírek nyertek hosszabbítás után. A negyeddöntőben Franciaország ellen szenvedtek 4–0-s vereséget. A válogatott csapatkapitánya Danny Blanchflower volt, akit kétszer is megválasztottak az év játékosának Angliában. George Best, aki az Északír labdarúgás történetének legismertebb és legnagyobb alakja az 1960-as és 1970-es években játszott, ennek ellenére Északír válogatott ebben az időszakban egyetlen nemzetközi torára sem jutott ki.
A nemzetközi porondra az 1982-es világbajnokságon tértek vissza. A nyitómérkőzésükön 0–0-s döntetlent játszottak Jugoszláviával. Honduras ellen 1–1-s döntetlent értek el, a házigazda Spanyolországot pedig 1–0-ra legyőzték. Csoportelsőként jutottak tovább a második csoportkörbe, ahol Ausztriával 2–2-s döntetlent játszottak, Franciaországtól pedig 4–1-re kikaptak.
Négy évvel később az 1986-os világbajnokságra is sikerült kijutniuk. Algéria ellen kezdték a tornát egy 1–1-s döntetlennel. Spanyolország ellen 2–1-s, Brazília ellen 3–0-s vereséget szenvedtek és nem jutottak tovább.

### A világbajnokság után
Az 1990-es és a 2000-es években egyetlen nemzetközi tornára sem jutottak ki. 2005. szeptember 7-én világbajnoki selejtezőn David Healy góljával 1–0-ra győztek Anglia ellen. Egy évvel később 2006. szeptember 6-án Spanyolországot verték 3–2-re Európa-bajnoki selejtezőn. Ezen a találkozón Healy mesterhármast szerzett.
2012 februárjában Michael O’Neill lett kinevezve a szövetségi kapitányi posztra. A 2016-os Európa-bajnokság selejtezőit Magyarország 2–1-s idegenbeli legyőzésével kezdték. Ezt követte a Feröer-szigetek hazai és a Görögország elleni idegenbeli 2–0-s siker. Romániában 2–0-s vereséget szenvedtek, Finnországot odahaza 2–1-re legyőzték. A következő mérkőzéseiken Romániával 0–0-s döntetlent játszottak, Feröert idegenben verték 3–1-re. Magyarország ellen Kyle Lafferty a 93. percben egyenlített, majd következett a Görögország elleni hazai 3–1-s győzelem, ami azt jelentette, hogy az Északír válogatott története során először jutott ki az Európa-bajnokságra. Finnország ellen egy idegenbeli 1–1-s döntetlennel zárták a sorozatot.
Az Eb-t Lengyelország ellen kezdték 1–0-s vereséggel. Ukrajnát legyőzték 2–0-ra, így még az is belefért, hogy Németországtól 1–0-ra kikaptak a harmadik csoportmérkőzésen. A nyolcaddöntőben Gareth McAuley öngóljával Wales ellen kaptak ki 1–0-ra.

## Nemzetközi eredmények

### Világbajnokság
| Világbajnokság | Világbajnokság    | Világbajnokság    | Világbajnokság    | Világbajnokság    | Világbajnokság    | Világbajnokság    | Világbajnokság    | Világbajnokság    | Világbajnokság    | Selejtezők        | Selejtezők        | Selejtezők        | Selejtezők        | Selejtezők        | Selejtezők        | Selejtezők        |
| Év             | Eredmény          | H.                | M                 | Gy                | D                 | V                 | G+                | G–                | Keret             | H.                | M                 | Gy                | D                 | V                 | G+                | G–                |
| -------------- | ----------------- | ----------------- | ----------------- | ----------------- | ----------------- | ----------------- | ----------------- | ----------------- | ----------------- | ----------------- | ----------------- | ----------------- | ----------------- | ----------------- | ----------------- | ----------------- |
| 1930           | nem volt FIFA-tag | nem volt FIFA-tag | nem volt FIFA-tag | nem volt FIFA-tag | nem volt FIFA-tag | nem volt FIFA-tag | nem volt FIFA-tag | nem volt FIFA-tag | nem volt FIFA-tag | nem volt FIFA-tag | nem volt FIFA-tag | nem volt FIFA-tag | nem volt FIFA-tag | nem volt FIFA-tag | nem volt FIFA-tag | nem volt FIFA-tag |
| 1934           | nem volt FIFA-tag | nem volt FIFA-tag | nem volt FIFA-tag | nem volt FIFA-tag | nem volt FIFA-tag | nem volt FIFA-tag | nem volt FIFA-tag | nem volt FIFA-tag | nem volt FIFA-tag | nem volt FIFA-tag | nem volt FIFA-tag | nem volt FIFA-tag | nem volt FIFA-tag | nem volt FIFA-tag | nem volt FIFA-tag | nem volt FIFA-tag |
| 1938           | nem volt FIFA-tag | nem volt FIFA-tag | nem volt FIFA-tag | nem volt FIFA-tag | nem volt FIFA-tag | nem volt FIFA-tag | nem volt FIFA-tag | nem volt FIFA-tag | nem volt FIFA-tag | nem volt FIFA-tag | nem volt FIFA-tag | nem volt FIFA-tag | nem volt FIFA-tag | nem volt FIFA-tag | nem volt FIFA-tag | nem volt FIFA-tag |
| 1950           | nem jutott ki     | nem jutott ki     | nem jutott ki     | nem jutott ki     | nem jutott ki     | nem jutott ki     | nem jutott ki     | nem jutott ki     | nem jutott ki     | 4.                | 3                 | 0                 | 1                 | 2                 | 4                 | 17                |
| 1954           | nem jutott ki     | nem jutott ki     | nem jutott ki     | nem jutott ki     | nem jutott ki     | nem jutott ki     | nem jutott ki     | nem jutott ki     | nem jutott ki     | 3.                | 3                 | 1                 | 0                 | 2                 | 4                 | 7                 |
| 1958           | Negyeddöntő       | 8.                | 5                 | 2                 | 1                 | 2                 | 6                 | 10                | Keret             | 1.                | 4                 | 2                 | 1                 | 1                 | 6                 | 3                 |
| 1962           | nem jutott ki     | nem jutott ki     | nem jutott ki     | nem jutott ki     | nem jutott ki     | nem jutott ki     | nem jutott ki     | nem jutott ki     | nem jutott ki     | 2.                | 4                 | 1                 | 0                 | 3                 | 7                 | 8                 |
| 1966           | nem jutott ki     | nem jutott ki     | nem jutott ki     | nem jutott ki     | nem jutott ki     | nem jutott ki     | nem jutott ki     | nem jutott ki     | nem jutott ki     | 2.                | 6                 | 3                 | 2                 | 1                 | 9                 | 5                 |
| 1970           | nem jutott ki     | nem jutott ki     | nem jutott ki     | nem jutott ki     | nem jutott ki     | nem jutott ki     | nem jutott ki     | nem jutott ki     | nem jutott ki     | 2.                | 4                 | 2                 | 1                 | 1                 | 7                 | 3                 |
| 1974           | nem jutott ki     | nem jutott ki     | nem jutott ki     | nem jutott ki     | nem jutott ki     | nem jutott ki     | nem jutott ki     | nem jutott ki     | nem jutott ki     | 3.                | 6                 | 1                 | 3                 | 2                 | 5                 | 6                 |
| 1978           | nem jutott ki     | nem jutott ki     | nem jutott ki     | nem jutott ki     | nem jutott ki     | nem jutott ki     | nem jutott ki     | nem jutott ki     | nem jutott ki     | 3.                | 6                 | 2                 | 1                 | 3                 | 7                 | 6                 |
| 1982           | Középdöntő        | 9.                | 5                 | 1                 | 3                 | 1                 | 5                 | 7                 | Keret             | 2.                | 8                 | 3                 | 3                 | 2                 | 6                 | 3                 |
| 1986           | Csoportkör        | 21.               | 3                 | 0                 | 1                 | 2                 | 2                 | 6                 | Keret             | 2.                | 8                 | 4                 | 2                 | 2                 | 8                 | 5                 |
| 1990           | nem jutott ki     | nem jutott ki     | nem jutott ki     | nem jutott ki     | nem jutott ki     | nem jutott ki     | nem jutott ki     | nem jutott ki     | nem jutott ki     | 4.                | 8                 | 2                 | 1                 | 5                 | 6                 | 12                |
| 1994           | nem jutott ki     | nem jutott ki     | nem jutott ki     | nem jutott ki     | nem jutott ki     | nem jutott ki     | nem jutott ki     | nem jutott ki     | nem jutott ki     | 4.                | 12                | 5                 | 3                 | 4                 | 14                | 13                |
| 1998           | nem jutott ki     | nem jutott ki     | nem jutott ki     | nem jutott ki     | nem jutott ki     | nem jutott ki     | nem jutott ki     | nem jutott ki     | nem jutott ki     | 5.                | 10                | 1                 | 4                 | 5                 | 6                 | 10                |
| 2002           | nem jutott ki     | nem jutott ki     | nem jutott ki     | nem jutott ki     | nem jutott ki     | nem jutott ki     | nem jutott ki     | nem jutott ki     | nem jutott ki     | 5.                | 10                | 3                 | 2                 | 5                 | 11                | 12                |
| 2006           | nem jutott ki     | nem jutott ki     | nem jutott ki     | nem jutott ki     | nem jutott ki     | nem jutott ki     | nem jutott ki     | nem jutott ki     | nem jutott ki     | 4.                | 10                | 2                 | 3                 | 5                 | 10                | 18                |
| 2010           | nem jutott ki     | nem jutott ki     | nem jutott ki     | nem jutott ki     | nem jutott ki     | nem jutott ki     | nem jutott ki     | nem jutott ki     | nem jutott ki     | 4.                | 10                | 4                 | 3                 | 3                 | 13                | 9                 |
| 2014           | nem jutott ki     | nem jutott ki     | nem jutott ki     | nem jutott ki     | nem jutott ki     | nem jutott ki     | nem jutott ki     | nem jutott ki     | nem jutott ki     | 5.                | 10                | 1                 | 4                 | 5                 | 9                 | 17                |
| 2018           | nem jutott ki     | nem jutott ki     | nem jutott ki     | nem jutott ki     | nem jutott ki     | nem jutott ki     | nem jutott ki     | nem jutott ki     | nem jutott ki     | 2.                | 12                | 6                 | 2                 | 4                 | 17                | 7                 |
| 2022           | nem jutott ki     | nem jutott ki     | nem jutott ki     | nem jutott ki     | nem jutott ki     | nem jutott ki     | nem jutott ki     | nem jutott ki     | nem jutott ki     | 3.                | 8                 | 2                 | 3                 | 3                 | 6                 | 7                 |
| 2026           | később            | később            | később            | később            | később            | később            | később            | később            | később            | később            | később            | később            | később            | később            | később            | később            |
| Összesen       |                   | 3/22              | 13                | 3                 | 5                 | 5                 | 13                | 23                | –                 | Összesen          | 142               | 45                | 39                | 58                | 155               | 168               |

### Európa-bajnokság
| Európa-bajnokság | Európa-bajnokság | Európa-bajnokság | Európa-bajnokság | Európa-bajnokság | Európa-bajnokság | Európa-bajnokság | Európa-bajnokság | Európa-bajnokság | Európa-bajnokság | Selejtezők        | Selejtezők | Selejtezők | Selejtezők | Selejtezők | Selejtezők | Selejtezők |
| Év               | Eredmény         | H.               | M                | Gy               | D                | V                | G+               | G–               | Keret            | H.                | M          | Gy         | D          | V          | G+         | G–         |
| ---------------- | ---------------- | ---------------- | ---------------- | ---------------- | ---------------- | ---------------- | ---------------- | ---------------- | ---------------- | ----------------- | ---------- | ---------- | ---------- | ---------- | ---------- | ---------- |
| 1960             | nem indult       | nem indult       | nem indult       | nem indult       | nem indult       | nem indult       | nem indult       | nem indult       | nem indult       | nem indult        | nem indult | nem indult |            |            |            |            |
| 1964             | nem jutott ki    | nem jutott ki    | nem jutott ki    | nem jutott ki    | nem jutott ki    | nem jutott ki    | nem jutott ki    | nem jutott ki    | nem jutott ki    | Nyolcaddöntő      | 4          | 2          | 1          | 1          | 5          | 2          |
| 1968             | nem jutott ki    | nem jutott ki    | nem jutott ki    | nem jutott ki    | nem jutott ki    | nem jutott ki    | nem jutott ki    | nem jutott ki    | nem jutott ki    | 4.                | 6          | 1          | 1          | 4          | 2          | 8          |
| 1972             | nem jutott ki    | nem jutott ki    | nem jutott ki    | nem jutott ki    | nem jutott ki    | nem jutott ki    | nem jutott ki    | nem jutott ki    | nem jutott ki    | 3.                | 6          | 2          | 2          | 2          | 10         | 6          |
| 1976             | nem jutott ki    | nem jutott ki    | nem jutott ki    | nem jutott ki    | nem jutott ki    | nem jutott ki    | nem jutott ki    | nem jutott ki    | nem jutott ki    | 2.                | 6          | 3          | 0          | 3          | 8          | 5          |
| 1980             | nem jutott ki    | nem jutott ki    | nem jutott ki    | nem jutott ki    | nem jutott ki    | nem jutott ki    | nem jutott ki    | nem jutott ki    | nem jutott ki    | 2.                | 8          | 4          | 1          | 3          | 8          | 14         |
| 1984             | nem jutott ki    | nem jutott ki    | nem jutott ki    | nem jutott ki    | nem jutott ki    | nem jutott ki    | nem jutott ki    | nem jutott ki    | nem jutott ki    | 2.                | 8          | 5          | 1          | 2          | 8          | 5          |
| 1988             | nem jutott ki    | nem jutott ki    | nem jutott ki    | nem jutott ki    | nem jutott ki    | nem jutott ki    | nem jutott ki    | nem jutott ki    | nem jutott ki    | 3.                | 6          | 1          | 1          | 4          | 2          | 10         |
| 1992             | nem jutott ki    | nem jutott ki    | nem jutott ki    | nem jutott ki    | nem jutott ki    | nem jutott ki    | nem jutott ki    | nem jutott ki    | nem jutott ki    | 3.                | 8          | 2          | 3          | 3          | 11         | 11         |
| 1996             | nem jutott ki    | nem jutott ki    | nem jutott ki    | nem jutott ki    | nem jutott ki    | nem jutott ki    | nem jutott ki    | nem jutott ki    | nem jutott ki    | 3.                | 10         | 5          | 2          | 3          | 20         | 15         |
| 2000             | nem jutott ki    | nem jutott ki    | nem jutott ki    | nem jutott ki    | nem jutott ki    | nem jutott ki    | nem jutott ki    | nem jutott ki    | nem jutott ki    | 4.                | 8          | 1          | 2          | 5          | 4          | 19         |
| 2004             | nem jutott ki    | nem jutott ki    | nem jutott ki    | nem jutott ki    | nem jutott ki    | nem jutott ki    | nem jutott ki    | nem jutott ki    | nem jutott ki    | 5.                | 8          | 0          | 3          | 5          | 0          | 8          |
| 2008             | nem jutott ki    | nem jutott ki    | nem jutott ki    | nem jutott ki    | nem jutott ki    | nem jutott ki    | nem jutott ki    | nem jutott ki    | nem jutott ki    | 3.                | 12         | 6          | 2          | 4          | 17         | 14         |
| 2012             | nem jutott ki    | nem jutott ki    | nem jutott ki    | nem jutott ki    | nem jutott ki    | nem jutott ki    | nem jutott ki    | nem jutott ki    | nem jutott ki    | 5.                | 10         | 2          | 3          | 5          | 9          | 13         |
| 2016             | Nyolcaddöntő     | 16.              | 4                | 1                | 0                | 3                | 2                | 3                | Keret            | 1.                | 10         | 6          | 3          | 1          | 16         | 8          |
| 2020             | nem jutott ki    | nem jutott ki    | nem jutott ki    | nem jutott ki    | nem jutott ki    | nem jutott ki    | nem jutott ki    | nem jutott ki    | nem jutott ki    | 3. (pótselejtező) | 10         | 4          | 2          | 4          | 11         | 16         |
| 2024             | nem jutott ki    | nem jutott ki    | nem jutott ki    | nem jutott ki    | nem jutott ki    | nem jutott ki    | nem jutott ki    | nem jutott ki    | nem jutott ki    | 5.                | 10         | 3          | 0          | 7          | 9          | 13         |
| Összesen         |                  | 1/17             | 4                | 1                | 0                | 3                | 2                | 3                | –                | Összesen          | 130        | 47         | 27         | 56         | 140        | 167        |

### UEFA Nemzetek Ligája
| Csoportkör / Negyeddöntő / Osztályozó | Csoportkör / Negyeddöntő / Osztályozó | Csoportkör / Negyeddöntő / Osztályozó | Csoportkör / Negyeddöntő / Osztályozó | Csoportkör / Negyeddöntő / Osztályozó | Csoportkör / Negyeddöntő / Osztályozó | Csoportkör / Negyeddöntő / Osztályozó | Csoportkör / Negyeddöntő / Osztályozó | Csoportkör / Negyeddöntő / Osztályozó | Csoportkör / Negyeddöntő / Osztályozó | Csoportkör / Negyeddöntő / Osztályozó | Csoportkör / Negyeddöntő / Osztályozó | Egyenes kieséses szakasz | Egyenes kieséses szakasz | Egyenes kieséses szakasz | Egyenes kieséses szakasz | Egyenes kieséses szakasz | Egyenes kieséses szakasz | Egyenes kieséses szakasz | Egyenes kieséses szakasz | Egyenes kieséses szakasz |
| Szezon                                | Liga                                  | Csoport                               | H                                     | M                                     | Gy                                    | D                                     | V                                     | G+                                    | G–                                    | Feljutás/kiesés                       | Helyezés                              | Év                       | Eredmény                 | M                        | Gy                       | D                        | V                        | G+                       | G–                       | Keret                    |
| ------------------------------------- | ------------------------------------- | ------------------------------------- | ------------------------------------- | ------------------------------------- | ------------------------------------- | ------------------------------------- | ------------------------------------- | ------------------------------------- | ------------------------------------- | ------------------------------------- | ------------------------------------- | ------------------------ | ------------------------ | ------------------------ | ------------------------ | ------------------------ | ------------------------ | ------------------------ | ------------------------ | ------------------------ |
| 2018–19                               | B                                     | 3.                                    | 3.                                    | 4                                     | 0                                     | 0                                     | 4                                     | 2                                     | 7                                     | (formátumváltozás)                    | 24.                                   | 2019                     | nem jutott be            | nem jutott be            | nem jutott be            | nem jutott be            | nem jutott be            | nem jutott be            | nem jutott be            | nem jutott be            |
| 2020–21                               | B                                     | 1.                                    | 4.                                    | 6                                     | 0                                     | 2                                     | 4                                     | 4                                     | 11                                    | Csökkenés                             | 32.                                   | 2021                     | nem jutott be            | nem jutott be            | nem jutott be            | nem jutott be            | nem jutott be            | nem jutott be            | nem jutott be            | nem jutott be            |
| 2022–23                               | C                                     | 2.                                    | 3.                                    | 6                                     | 1                                     | 2                                     | 3                                     | 7                                     | 10                                    | Állandó                               | 44.                                   | 2023                     | nem jutott be            | nem jutott be            | nem jutott be            | nem jutott be            | nem jutott be            | nem jutott be            | nem jutott be            | nem jutott be            |
| 2024–25                               | C                                     | 3.                                    | 1.                                    | 6                                     | 3                                     | 2                                     | 1                                     | 11                                    | 3                                     | Növekedés                             | 36.                                   | 2025                     | nem jutott be            | nem jutott be            | nem jutott be            | nem jutott be            | nem jutott be            | nem jutott be            | nem jutott be            | nem jutott be            |
| 2026–27                               | B                                     |                                       |                                       |                                       |                                       |                                       |                                       |                                       |                                       |                                       |                                       | 2027                     | nem jutott be            | nem jutott be            | nem jutott be            | nem jutott be            | nem jutott be            | nem jutott be            | nem jutott be            | nem jutott be            |
| Összesen                              | Összesen                              | Összesen                              | Összesen                              | 22                                    | 4                                     | 6                                     | 12                                    | 24                                    | 31                                    |                                       |                                       |                          | 0/5                      | –                        | –                        | –                        | –                        | –                        | –                        |                          |

## Mezek a válogatott története során
Az Északír labdarúgó-válogatott hagyományos szerelése: zöld mez, fehér nadrág és zöld sportszár. A váltómez leggyakrabban ennek az ellentéte, fehér mez, zöld nadrág és fehér sportszár.
Hazai
| Klasszikus | 1957-64 | 1965-74 | 1977-83 | 1996-98 | 2010-12 | 2014-15 |

## Játékosok

### Játékoskeret
A 2016-os labdarúgó-Európa-bajnokságra nevezett 23 fős keret.
| Szám | Poszt | Név              | Születési dátum / Kor          | Válogatottság | Gólok | Klub                 |
| ---- | ----- | ---------------- | ------------------------------ | ------------- | ----- | -------------------- |
| 1    | K     | Michael McGovern | 1984. július 12. (41 éves)     | 11            | 0     | Hamilton Academical  |
| 2    | V     | Conor McLaughlin | 1991. július 26. (34 éves)     | 18            | 0     | Fleetwood Town       |
| 3    | KP    | Shane Ferguson   | 1991. július 12. (34 éves)     | 25            | 1     | Millwall             |
| 4    | V     | Gareth McAuley   | 1979. december 5. (45 éves)    | 61            | 7     | West Bromwich Albion |
| 5    | V     | Jonny Evans      | 1988. január 3. (37 éves)      | 49            | 1     | West Bromwich Albion |
| 6    | V     | Chris Baird      | 1982. február 25. (43 éves)    | 78            | 0     | Fulham               |
| 7    | KP    | Niall McGinn     | 1987. július 20. (38 éves)     | 41            | 2     | Aberdeen             |
| 8    | KP    | Steven Davis     | 1985. január 1. (40 éves)      | 83            | 8     | Southampton          |
| 9    | CS    | Will Grigg       | 1991. július 3. (34 éves)      | 8             | 1     | Wigan Athletic       |
| 10   | CS    | Kyle Lafferty    | 1987. szeptember 16. (37 éves) | 51            | 17    | Birmingham City      |
| 11   | CS    | Conor Washington | 1992. május 18. (33 éves)      | 4             | 2     | Queens Park Rangers  |
| 12   | K     | Roy Carroll      | 1977. szeptember 30. (47 éves) | 43            | 0     | Notts County         |
| 13   | KP    | Corry Evans      | 1990. július 17. (35 éves)     | 34            | 1     | Blackburn Rovers     |
| 14   | KP    | Stuart Dallas    | 1991. április 19. (34 éves)    | 13            | 1     | Leeds United         |
| 15   | V     | Luke McCullough  | 1994. február 15. (31 éves)    | 5             | 0     | Doncaster Rovers     |
| 16   | KP    | Oliver Norwood   | 1991. április 12. (34 éves)    | 34            | 0     | Reading              |
| 17   | V     | Paddy McNair     | 1995. április 27. (30 éves)    | 9             | 0     | Manchester United    |
| 18   | V     | Aaron Hughes     | 1979. november 8. (45 éves)    | 100           | 1     | Melbourne City       |
| 19   | KP    | Jamie Ward       | 1986. május 12. (39 éves)      | 22            | 2     | Nottingham Forest    |
| 20   | V     | Craig Cathcart   | 1989. február 6. (36 éves)     | 28            | 2     | Watford              |
| 21   | CS    | Josh Magennis    | 1990. május 15. (35 éves)      | 19            | 1     | Kilmarnock           |
| 22   | V     | Lee Hodson       | 1991. október 2. (33 éves)     | 16            | 0     | Milton Keynes Dons   |
| 23   | K     | Alan Mannus      | 1982. május 19. (43 éves)      | 8             | 0     | St Johnstone         |

## Válogatottsági rekordok
Az adatok 2022. szeptember 27. állapotoknak felelnek meg.
- A még aktív játékosok (félkövérrel) vannak megjelölve.

### Legtöbbször pályára lépett játékosok

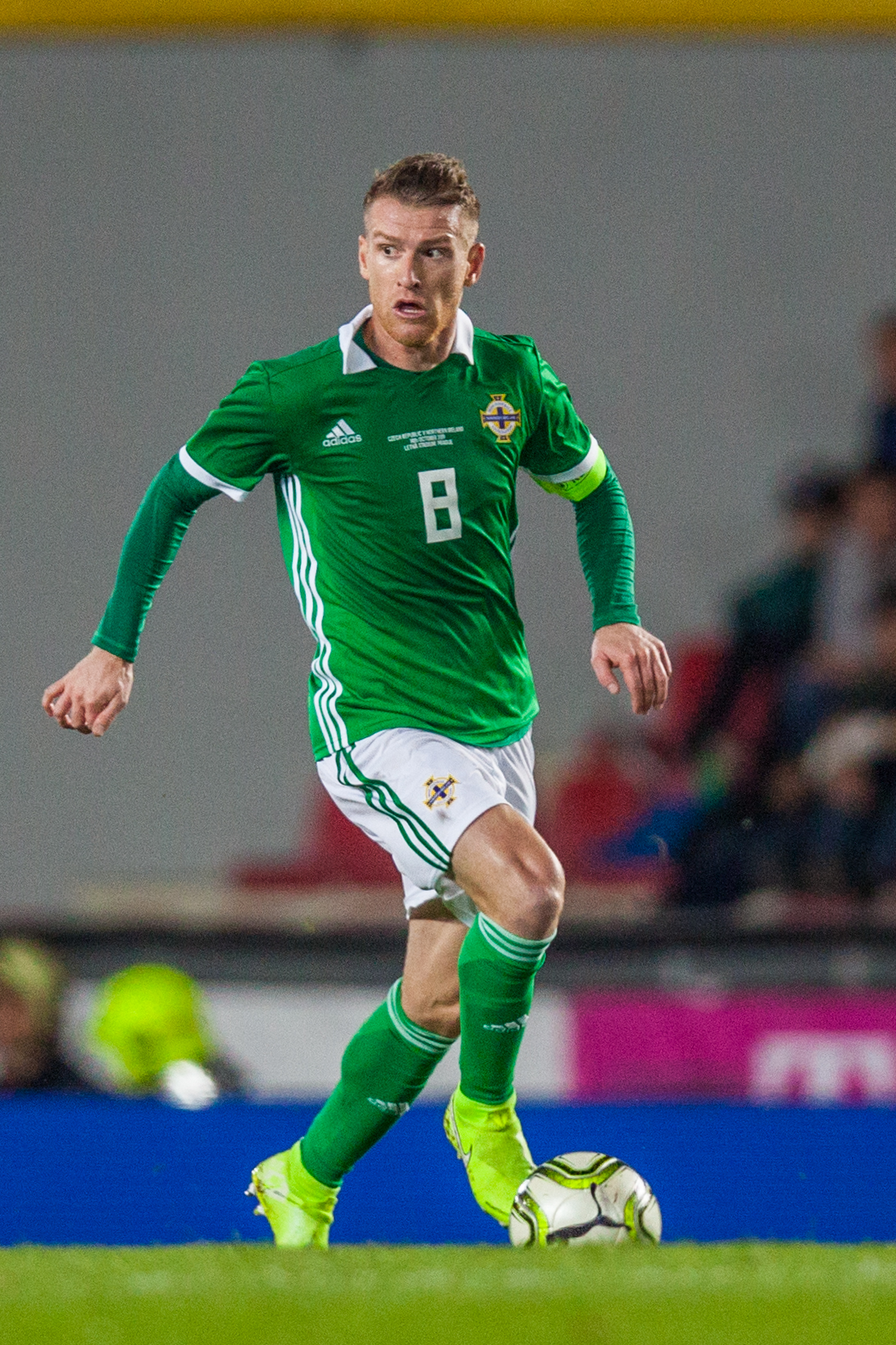
Steven Davis a válogatottsági rekorder 140 mérkőzéssel.

| #  | Játékos         | Időszak   | Vál. | Gól |
| -- | --------------- | --------- | ---- | --- |
| 1  | Steven Davis    | 2005–     | 140  | 13  |
| 2  | Pat Jennings    | 1964–1986 | 119  | 0   |
| 3  | Aaron Hughes    | 1998–2018 | 112  | 1   |
| 4  | Jonny Evans     | 2006–     | 100  | 5   |
| 5  | David Healy     | 2000–2013 | 95   | 36  |
| 6  | Mal Donaghy     | 1980–1994 | 91   | 0   |
| 7  | Kyle Lafferty   | 2006–     | 89   | 20  |
| 8  | Sammy McIlroy   | 1972–1986 | 88   | 5   |
| 8  | Maik Taylor     | 1999–2011 | 88   | 0   |
| 10 | Keith Gillespie | 1995–2008 | 86   | 2   |

### Legtöbb gólt szerző játékosok

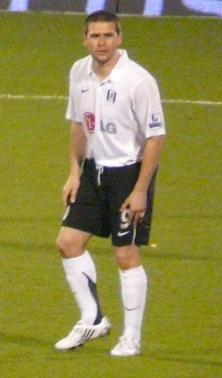
David Healy 36 góllal az Északír válogatott legeredményesebb játékosa.

| #  | Játékos          | Időszak   | Gól | Vál. | Átlag |
| -- | ---------------- | --------- | --- | ---- | ----- |
| 1  | David Healy      | 2000–2013 | 36  | 95   | 0.38  |
| 2  | Kyle Lafferty    | 2006–     | 20  | 58   | 0.34  |
| 3  | Billy Gillespie  | 1913–1932 | 13  | 25   | 0.52  |
| 3  | Colin Clarke     | 1986–1993 | 13  | 38   | 0.34  |
| 5  | Joe Bambrick     | 1928–1940 | 12  | 11   | 1.09  |
| 5  | Gerry Armstrong  | 1977–1986 | 12  | 63   | 0.19  |
| 5  | Jimmy Quinn      | 1985–1996 | 12  | 46   | 0.26  |
| 5  | Iain Dowie       | 1990–2000 | 12  | 59   | 0.20  |
| 10 | Olphie Stanfield | 1887–1897 | 11  | 30   | 0.37  |
| 11 | Billy Bingham    | 1951–1964 | 10  | 56   | 0.18  |
| 11 | Jimmy McIlroy    | 1952–1966 | 10  | 55   | 0.18  |
| 11 | Peter McParland  | 1954–1962 | 10  | 34   | 0.29  |
| 11 | Johnny Crossan   | 1960–1968 | 10  | 24   | 0.42  |

### Ismert játékosok
| - George Best - Danny Blanchflower - Pat Jennings - Gerry Armstrong - Martin O’Neill - Aaron Hughes - David Healy |  | - Steven Davis - Keith Gillespie - Maik Taylor - Jonny Evans - Roy Carroll - Kyle Lafferty |  |

## Szövetségi kapitányok
- Peter Doherty (1951–1962)
- Bertie Peacock (1962–1967)
- Billy Bingham (1967–1971)
- Terry Neill (1971–1975)
- Dave Clements (1975–1976)
- Danny Blanchflower (1976–1979)
- Billy Bingham (1980–1994)
- Bryan Hamilton (1994–1998)
- Lawrie McMenemy (1998–1999)
- Sammy McIlroy (2000–2003)
- Lawrie Sanchez (2004–2007)
- Nigel Worthington (2007–2011)
- Michael O’Neill (2011–)